# Ілова (Румунія)
Ілова (рум. Ilova) — село у повіті Караш-Северін в Румунії. Входить до складу комуни Слатіна-Тіміш.
Село розташоване на відстані 310 км на захід від Бухареста, 35 км на схід від Решиці, 101 км на південний схід від Тімішоари.

## Населення
За даними перепису населення 2002 року у селі проживала 841 особа, усі — румуни. Усі жителі села рідною мовою назвали румунську.